# Jurinella zeteki
Jurinella zeteki är en tvåvingeart som beskrevs av Charles Howard Curran 1947. Jurinella zeteki ingår i släktet Jurinella och familjen parasitflugor.
Artens utbredningsområde är Panama. Inga underarter finns listade i Catalogue of Life.